# WZT-1 (vehículo de ingenieros)
El WZT-1 (en polaco: Wóz Zabezpieczenia Technicznego-1, Vehículo de Recuperación e Ingeniéros-1), es un vehículo de ingenieros similar al BREM soviético/ruso, tanto en funciones como en equipamiento; desarrollado sobre la base de un chasis del T-55 altamente modificado, con el fin de ser usado como un vehículo para los ingenieros militares de Polonia.
Se conoce que Polonia fue su operador principal y que en la antigua Yugoslavia se produjo bajo licencia para su uso local, ante una serie de embargos de armas de similar modelo y ante su separación política de la URSS.

## Historia
La producción en Polonia del vehículos de ingenieros No1 (en polaco: Wóz Zabezpieczenia Technicznego-1), se llevó a cabo desde el año 1970 en los talleres de Construcciones Mecánicas "Bumar-Łabędy" en Gliwice. La primera serie de estos vehículos se construyó basándose en el chasis del carro de combate T-54. Más tarde se sustituyó dicho chasis por el del T-55A. El WZT-1 se produjo hasta 1978, cuando su lugar en las líneas de montaje de dichos vehículos fue sustituida por la serie, el WZT-2.

## Usuarios
Polonia
- Al menos se construyeron 10 ejemplares, antes de que tomara la producción del WZT-2 de manera definitiva. Hoy en día se hallan expuestos en museos de Polonia.

### Desarrollos relacionados
- T-55AM
- T-72

### Artículos similares
- M88 Armoured Recovering Vehicle
- Bergepanzer Büffel
- BREM
- WZT-2
- WZT-3
- WZT-4
- BREM-1
- BREM-80U
- BREM Atlet